# Куадьо, Седрик
Седри́к Хале́б Куадьо́ (фр. Cédric Khaleb Kouadio; род. 25 июля 1997, Абиджан) — ивуарийский футболист, нападающий нападающий.

## Карьера
Футбольную карьеру начал в 2013 году в составе клуба «Бингервиль». В 2017 году перешёл в чешский «Слован». В начале 2018 года перешёл в белорусский клуб «Слуцк». Дебютировал за клуб 29 мая 2018 года в матче против «Витебска». До конца первого круга нападающий всего 3 раза появился на поле и все 3 раза с замены. Также выступал за дублирующий состав сахарников. 
В августе 2018 года проходил просмотр в минском «Торпедо». Вскоре подписал с клубом контракт, рассчитанный на 1.5 года. Дебютировал за клуб 02 августа 2018 года в матче против «Гомеля», также отличившись дебютным забитым голом. Сразу же закрепился в основной команде клуба, с самого начала показывая отличную результативность. В матче 11 ноября 2018 года против могилёвского «Днепра»записал на свой счёт дубль. Сезон 2019 года начал с поражения от солигорского «Шахтёра». Первый и единственный гол забил 21 июня 2019 года в матче против «Энергетика-БГУ». Футболист всё еще оставался одним из ключевых игроков клуба, однако результативностью как в прошлом сезоне уже не отличался. 
В июле 2018 года футболист вернулся в «Слуцк». Первый матч за клуб сыграл 19 июля 2019 года в против «Энергетика-БГУ», также отличившись дебютным голом. Провёл за клуб 9 матчей во всех турнирах, в которых отличился 1 голом и 1 результативной передачей. По окончании сезона покинул клуб.
В феврале 2020 года перешёл в карагандинский «Шахтёр». За клуб сыграл лишь единожды 24 сентября 2020 года в матче против клуба «Жетысу». 
В январе 2021 года проходил просмотр в гродненском «Немане». В феврале 2021 года подписал с клубом полноценный контракт. Дебютировал за клуб 14 марта 2021 года в матче против «Витебска».  Дебютный гол за клуб забил 15 мая 2021 года в матче против солигорского «Шахтёра». В 18 туре Высшей Лиги был назван лучшим игроком. В сезоне 2022 года первый матч сыграл 2 апреля против «Слуцка». Первый гол забил 16 апреля 2022 года в матче против «Ислочи». В июле 2022 года покинул клуб, расторгнув контракт по соглашению сторон.
В конце июля 2022 года стал игроком брестского «Динамо». Дебютировал за клуб 30 июля 2022 года в матче Кубка Белоруссии против «Витебска». Первый матч в Высшей Лиге за клуб сыграл 13 августа 2022 года против «Ислочи». Дебютный гол за клуб забил 2 сентября 2022 года в матче против «Минска». В декабре 2022 года футболист продлил контракт с клубом до конца 2023 года. В декабре 2023 года футболист покинул брестский клуб, расторгнув контракт по соглашению сторон.

## Клубная статистика
| Игровая карьера | Игровая карьера | Игровая карьера | Ч-т | Ч-т | Дубль | Дубль | Кубок | Кубок | Межд. | Межд. | Др. | Др. |
| --------------- | --------------- | --------------- | --- | --- | ----- | ----- | ----- | ----- | ----- | ----- | --- | --- |
| 2018            | Слуцк           | А               | 3   | 0   | -     | -     | 1     | 0     | -     | -     | -   | -   |
| 2018            | Торпедо         | A               | 11  | 5   | -     | -     | -     | -     | -     | -     | -   | -   |
| 2019            | Торпедо         | А               | 11  | 1   | -     | -     | -     | -     | -     | -     | -   | -   |
| 2019            | Слуцк           | А               | 8   | 1   | -     | -     | 1     | 0     | -     | -     | -   | -   |